# Дубовка (Самарская область)
Ду́бовка — посёлок в Красноармейском районе Самарской области. Входит в состав сельского поселения Волчанка.

## История
В 1973 г. Указом Президиума ВС РСФСР поселок отделения № 3 совхоза имени Куйбышева переименован в Дубовка.

## Население
| 2010 |
| ---- |
| 180  |